# Ваља Магуреј (Арђеш)
Ваља Магуреј (рум. Valea Măgurei) насеље је у Румунији у округу Арђеш у општини Чепари. Oпштина се налази на надморској висини од 459 m.

## Становништво
Према подацима из 2002. године у насељу је живело 153 становника, од којих су сви румунске националности.